# Mistrzostwa Świata w Szermierce 2004
Mistrzostwa Świata w Szermierce 2004 – 66. edycja mistrzostw odbyła się w amerykańskim mieście Nowy Jork. Rozegrano na nich konkurencje, które nie zmieściły się w programie igrzysk olimpijskich w Atenach.

## Klasyfikacja medalowa
| Lp. | Państwo           | złoto | srebro | brąz | Razem |
| --- | ----------------- | ----- | ------ | ---- | ----- |
| 1   | Włochy            | 1     | 0      | 0    | 1     |
| 1   | Rosja             | 1     | 0      | 0    | 1     |
| 3   | Rumunia           | 0     | 1      | 0    | 1     |
| 3   | Stany Zjednoczone | 0     | 1      | 0    | 1     |
| 5   | Francja           | 0     | 0      | 1    | 1     |
| 5   | Polska            | 0     | 0      | 1    | 1     |

## Medaliści

### Kobiety
| Złoto                                                                                      | Srebro                                                                             | Brąz                                                                                     |
| Floret                                                                                     |                                                                                    |                                                                                          |
| Włochy · Margherita Granbassi · Giovanna Trillini · Valentina Vezzali · Elisa Di Francisca | Rumunia · Roxana Scarlat · Laura Badea · Cristina Stahl · Cristina Ghiță           | Polska · Sylwia Gruchała · Magdalena Mroczkiewicz · Anna Rybicka · Małgorzata Wojtkowiak |
| Szabla                                                                                     |                                                                                    |                                                                                          |
| Rosja · Sofja Wielika · Jekatierina Fiedorkina · Jelena Nieczajewa · Swietłana Kormilicyna | Stany Zjednoczone · Emma Baratta · Emily Jacobson · Sada Jacobson · Mariel Zagunis | Francja · Anne-Lise Touya · Léonore Perrus · Cécile Argiolas                             |